# Ус (Хедмарк)
Ус (норв. Os) — коммуна в губернии Хедмарк в Норвегии. Административный центр коммуны — город Ус. Официальный язык коммуны — нейтральный. Население коммуны на 2007 год составляло 2047 чел. Площадь коммуны Ус — 1040,45 км², код-идентификатор — 0441.

## История населения коммуны
Население коммуны за последние 60 лет.

Статистика коммуны Ус